# 1. deild islandzka w piłce nożnej (2001)
1. deild 2001 – 47. edycja 2 poziomu rozgrywek piłki nożnej na Islandii. 
Brało w niej udział 10 drużyn, które w okresie od 18 maja do 15 września 2001 rozegrały 18 kolejki meczów. 
Promocję uzyskały Þór Akureyri i KA.

## Drużyny
| Uczestnicy poprzedniej edycji                                                                                 | Uczestnicy poprzedniej edycji | Uczestnicy poprzedniej edycji | Uczestnicy poprzedniej edycji |
| --- | ----------------------------- | ----------------------------- | ----------------------------- |
| KA | KA Akureyri                   | 3                             |                               |
| VÍR | Víkingur Reykjavík            | 4                             |                               |
| ÍRE | ÍR                            | 5                             |                               |
| TIN | Tindastóll                    | 6                             |                               |
| ÞRR | Þróttur Reykjavík             | 7                             |                               |
| DAL | Dalvík                        | 8                             |                               |
| Spadek z Úrvalsdeild                                                                                          |                               |                               |                               |
| STJ | Stjarnan                      | 9                             |                               |
| LEI | Leiftur                       | 10                            |                               |
| Awans z 2. deild karla                                                                                        |                               |                               |                               |
| ÞÓR | Þór Akureyri                  | 1                             |                               |
| KS | KS Siglufjordur               | 2                             |                               |
| Oznaczenia: - kolumna pierwsza – skróty nazw drużyn, - kolumna trzecia – miejsce zajęte w poprzednim sezonie. |                               |                               |                               |

## Tabela
| Lp. | Drużyna             | M  | Z  | R | P  | B+ | B- | +/– | Pkt | Awans lub spadek         |
| --- | ------------------- | -- | -- | - | -- | -- | -- | --- | --- | ------------------------ |
| 1   | Þór Akureyri (M, A) | 18 | 13 | 2 | 3  | 53 | 19 | +34 | 41  | awans do Úrvalsdeild     |
| 2   | KA (A)              | 18 | 11 | 4 | 3  | 43 | 21 | +22 | 37  | awans do Úrvalsdeild     |
| 3   | Þróttur Reykjavík   | 18 | 10 | 5 | 3  | 32 | 19 | +13 | 35  |                          |
| 4   | Stjarnan            | 18 | 9  | 5 | 4  | 41 | 23 | +18 | 32  |                          |
| 5   | Leiftur             | 18 | 7  | 2 | 9  | 27 | 30 | −3  | 23  | fuzja                    |
| 6   | Víkingur Reykjavík  | 18 | 6  | 4 | 8  | 32 | 31 | +1  | 22  |                          |
| 7   | Dalvík              | 18 | 7  | 1 | 10 | 30 | 42 | −12 | 22  | fuzja                    |
| 8   | ÍR Reykjavík        | 18 | 4  | 8 | 6  | 31 | 41 | −10 | 20  |                          |
| 9   | Tindastóll (S)      | 18 | 4  | 4 | 10 | 25 | 44 | −19 | 16  | spadek do 2. deild karla |
| 10  | KS Siglufjordur (S) | 18 | 0  | 3 | 15 | 14 | 58 | −44 | 3   | spadek do 2. deild karla |

1. 1 2  Zespoły Leiftur i Dalvík(inne języki) po sezonie połączyły się w Leiftur/Dalvík(inne języki)

## Wyniki
| Gospodarz \ Gość   | DAL | ÍR  | KA  | LEI | KS  | STJ | TIN | VÍK | ÞRÓ | ÞÓR |
| ------------------ | --- | --- | --- | --- | --- | --- | --- | --- | --- | --- |
| Dalvík             |     | 1–0 | 0–4 | 0–3 | 4–2 | 0–4 | 1–2 | 4–2 | 1–2 | 1–3 |
| ÍR Reykjavík       | 2–0 |     | 3–2 | 3–1 | 1–1 | 1–1 | 0–2 | 2–2 | 4–4 | 1–1 |
| KA                 | 3–1 | 6–0 |     | 3–2 | 5–1 | 1–1 | 4–0 | 2–1 | 1–0 | 0–2 |
| Leiftur            | 1–3 | 4–2 | 1–1 |     | 2–0 | 2–1 | 2–1 | 4–1 | 2–3 | 0–2 |
| KS Siglufjordur    | 2–5 | 1–3 | 1–3 | 0–1 |     | 0–1 | 2–2 | 0–0 | 0–3 | 1–8 |
| Stjarnan           | 1–1 | 7–2 | 1–1 | 2–1 | 3–0 |     | 5–2 | 4–1 | 0–3 | 3–1 |
| Tindastóll         | 1–5 | 4–4 | 0–1 | 2–0 | 3–1 | 1–1 |     | 1–1 | 2–4 | 1–4 |
| Víkingur Reykjavík | 6–1 | 1–0 | 1–3 | 2–0 | 7–2 | 1–3 | 3–0 |     | 0–2 | 3–0 |
| Þróttur Reykjavík  | 0–1 | 1–1 | 2–2 | 1–1 | 1–0 | 2–1 | 2–0 | 0–0 |     | 2–1 |
| Þór Akureyri       | 4–1 | 2–2 | 4–1 | 3–0 | 6–0 | 3–2 | 4–1 | 3–0 | 2–0 |     |

## Najlepsi strzelcy
| Bramki | Strzelcy                     | Drużyna            |
| ------ | ---------------------------- | ------------------ |
| 17     | Hreinn Hringsson             | KA                 |
| 16     | Garðar Jóhannsson            | Stjarnan           |
| 16     | Orri Hjaltalín               | Þór Akureyri       |
| 13     | Jóhann Þórhallsson           | Þór Akureyri       |
| 13     | Sumarliði Árnason            | Víkingur Reykjavík |
| 11     | Arnar Þór Valsson            | ÍR Reykjavík       |
| 11     | Þorvaldur Makan Sigbjörnsson | KA                 |
| 10     | Davíð Þór Rúnarsson          | Tindastóll         |
| 9      | Brynjar Sverrisson           | Þróttur            |
| 9      | Alexandre Barreto dos Santos | Leiftur            |

Źródło: 